# شارژ بی‌سیم

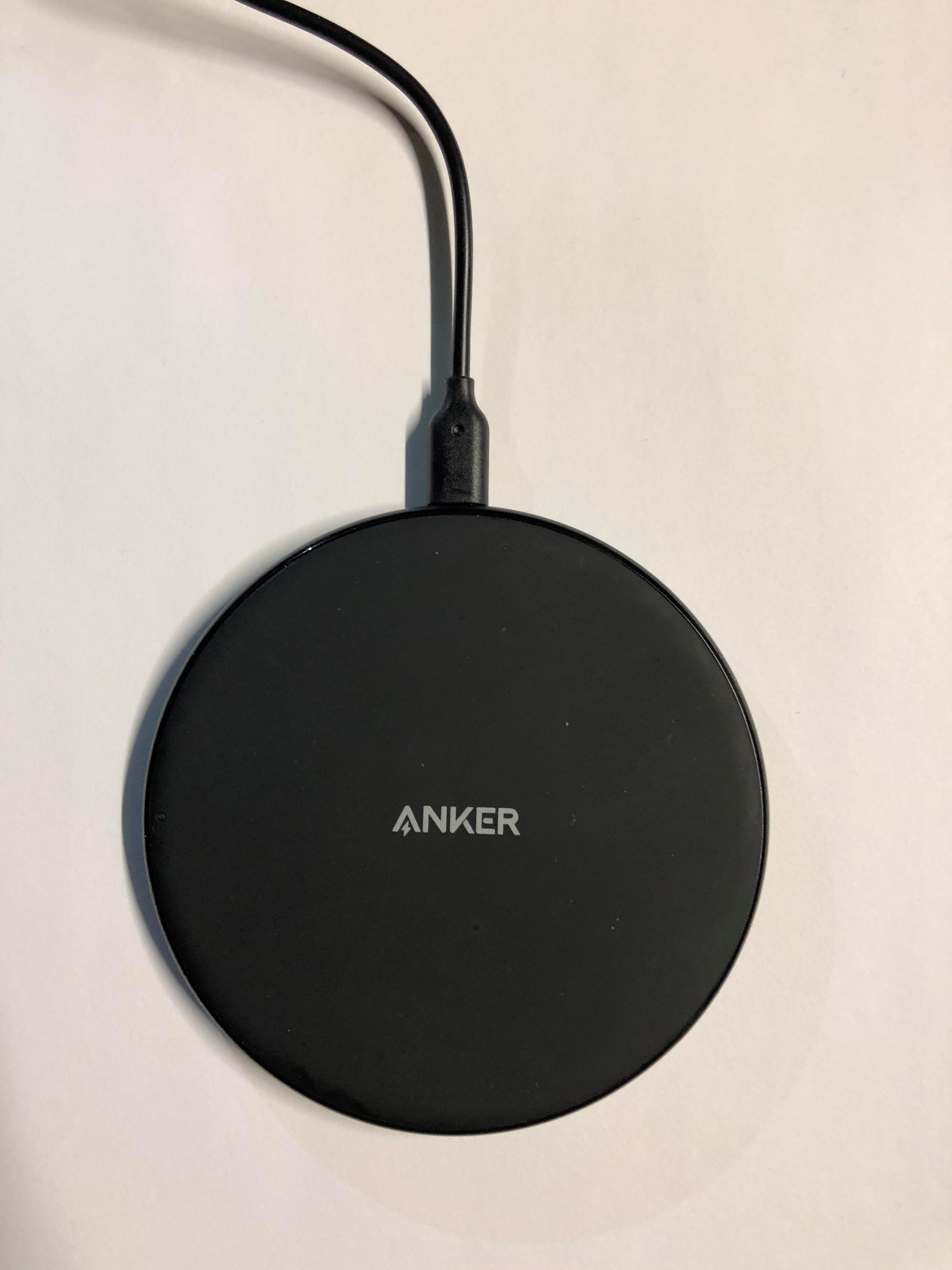
یک پد شارژ بی‌سیم که برای شارژ دستگاه‌های ساخته شده طبق استاندارد Qi استفاده می‌شود.

شارژ بی‌سیم یا شارژ القائی نوعی انتقال برق بی‌سیم است که از القای الکترومغناطیسی برای تأمین الکتریسیته دستگاه‌های قابل حمل استفاده می‌کند. معروف‌ترین کاربرد آن استاندارد شارژ القایی Qi در تلفن‌های همراه، ساعت‌های هوشمند و تبلت‌ها می‌باشد.

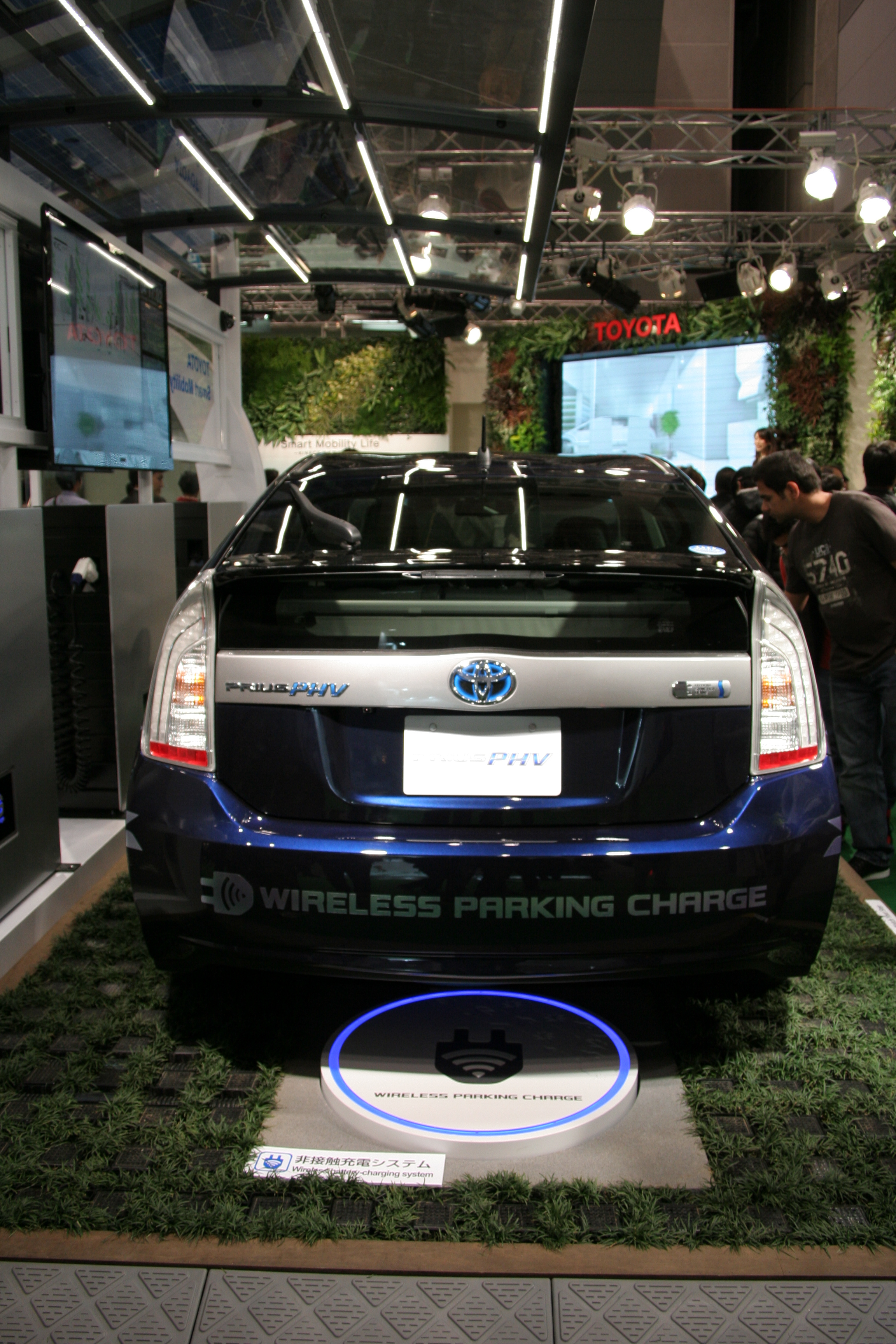
ایستگاه شارژ القایی خودرو

شارژرهای بی‌سیم معمولاً از یک سیم‌پیچ القایی برای ایجاد یک میدان الکترومغناطیسی متناوب استفاده می‌کنند، سپس یک سیم‌پیچ القایی دیگر در دستگاه قابل حمل (برای مثال: تلفن همراه) انرژی را از میدان الکترومغناطیسی می‌گیرد و برای شارژ باتری آن را به جریان الکتریکی تبدیل می‌کند. استفاده دو سیم‌پیچ در کنار یکدیگر باعث انتقال برق می‌شود.
در صورتی که از القای الکترودینامیک استفاده شود، دو سیم‌پیچ می‌توانند در فاصله بیشتری از یکدیگر قرار بگیرند.

## مثال‌ها
شرکت پالم کورپوریشن در ژانویه ۲۰۰۹ در نمایشگاه بین‌المللی سی‌ئی‌اس اعلام کرد که تلفن‌های هوشمند جدید خود را با تکنولوژی شارژ القایی عرضه خواهد کرد.
شرکت نوکیا در ۵ سپتامبر ۲۰۱۲ دو گوشی هوشمند لومیا ۸۲۰ و لومیا ۹۲۰ را روانه بازار کرد که در آن از تکنولوژی شارژ القایی Qi بهره برده شده بود.
شرکت شیائومی در سال ۲۰۱۹ از یک پایه شارژ بی‌سیم عمودی رونمایی کرد. می ۱۱ اولترا و می ۱۱ پرو از محصولات این شرکت از یک شارژ بی‌سیم ۶۷ واتی پشتیبانی می‌کنند.